# Empenyiment baixista
Empenyiment baixista (en anglès: Bearish Thrusting) és un patró d'espelmes japoneses que, malgrat l'espelma blanca, indica continuïtat de la tendència baixista. És molt similar, però no s'ha de confondre amb el patró Línia penetrant alcista, que tot al contrari, indica un possible canvi de tendència de baixista cap a alcista. En el present cas el contraatac dels bulls ha fallat (l'espelma blanca no arriba a la meitat de la negra anterior) i, per tant, és possible que la tendència a la baixa continuï.

## Criteri de reconeixement
1. La tendència prèvia és baixista
2. És una espelma negra
3. L'endemà s'obre amb gap a la baixa, però es forma una espelma blanca
4. Tot i així, l'espelma blanca tanca per sota de la meitat del cos de la negra anterior

## Explicació
L'Empenyiment baixista evidencia un rally alcista frustrat enmig d'un mercat baixista. La poca força dels bulls els desencoratja a seguir atacant i és probable que la tendència a la baixa continuï.

## Factors importants
Cal no confondre aquest patró amb la Línia penetrant alcista, que és molt similar. La confiança en l'Empenyiment baixista és baixa i és imprescindible acompanyar el senyal amb altres confirmacions com ara una llarga espelma negra amb tancament inferior l'endemà, o l'obertura amb un gap baixista.